# Augustinitsjerke (Augustinusga)
De Augustinitsjerke (Augustinuskerk) is een kerkgebouw in Augustinusga in de Nederlandse provincie Friesland.

## Beschrijving
De gotische zaalkerk (15e eeuw), oorspronkelijk gewijd aan Sint-Augustinus, werd gesticht door de Cisterciënzers van Gerkesklooster. De toren van twee geledingen uit de 13e eeuw, oorspronkelijk met zadeldak, kreeg in 1895 een ingesnoerde torenspits. De oorspronkelijke klok (1617) van Hans Falck, verdween in de Tweede Wereldoorlog. Zij werd in 1951 vervangen door een door Van Bergen te Heiligerlee vervaardigde kopie. De steunberen die rond 1870 waren afgebroken werden tijdens de restauratie in 1954-1957 herbouwd. Het kerkgebouw is een rijksmonument.
Het interieur wordt gedekt door kruisribgewelven op T-vormige kraagstenen. De preekstoel (17e eeuw) draagt een koperen lessenaar uit 1778. Het doopvont werd vervaardigd in 1742. In de kerk bevinden zich een herenbank uit circa 1650 met familiewapens en twee overhuifde herenbanken uit de 18e eeuw. Het orgel uit 1883 is gebouwd door Leichel & Zn.
De kerk wordt gebruikt door de Protestantse gemeente van Augustinusga.

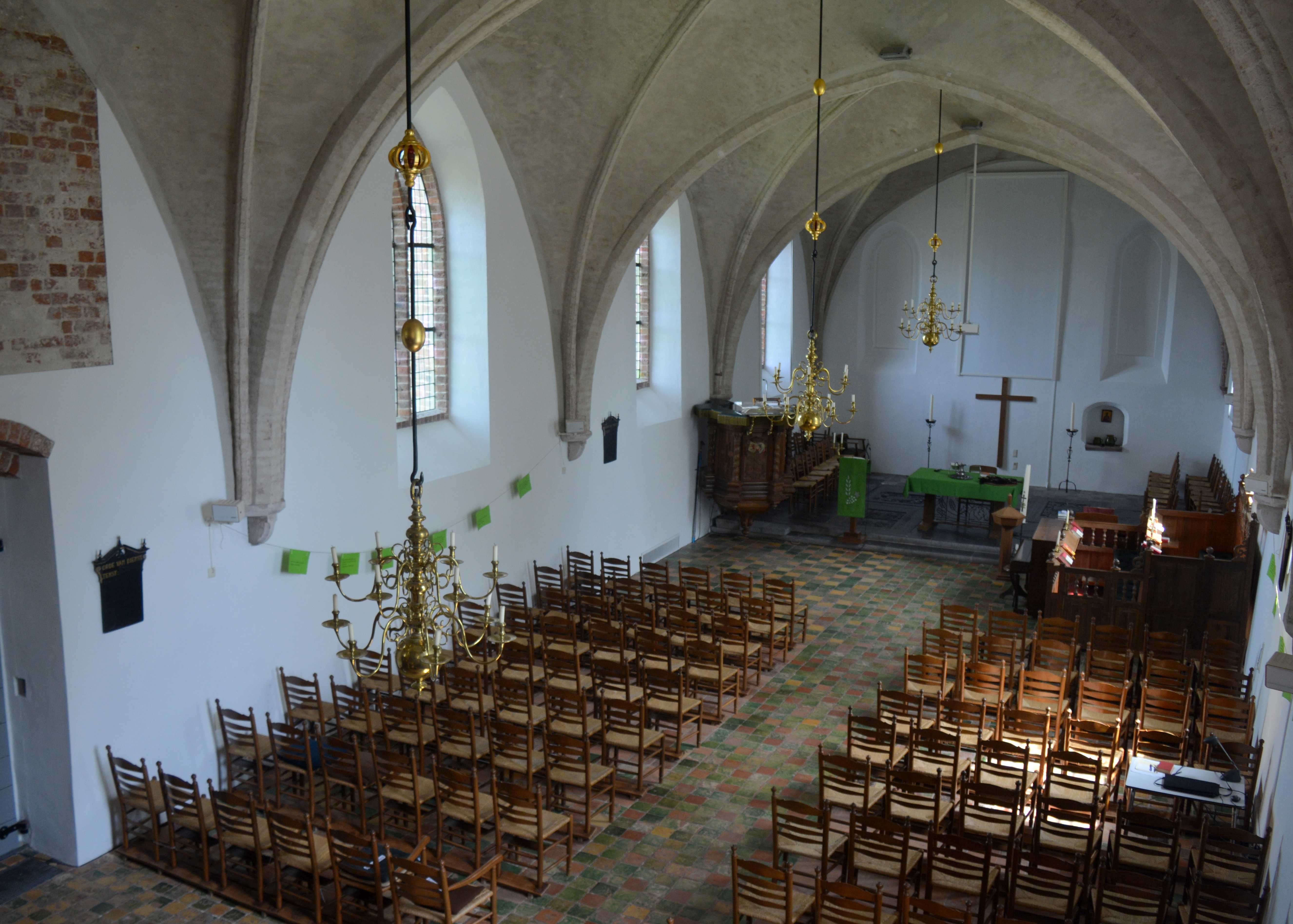
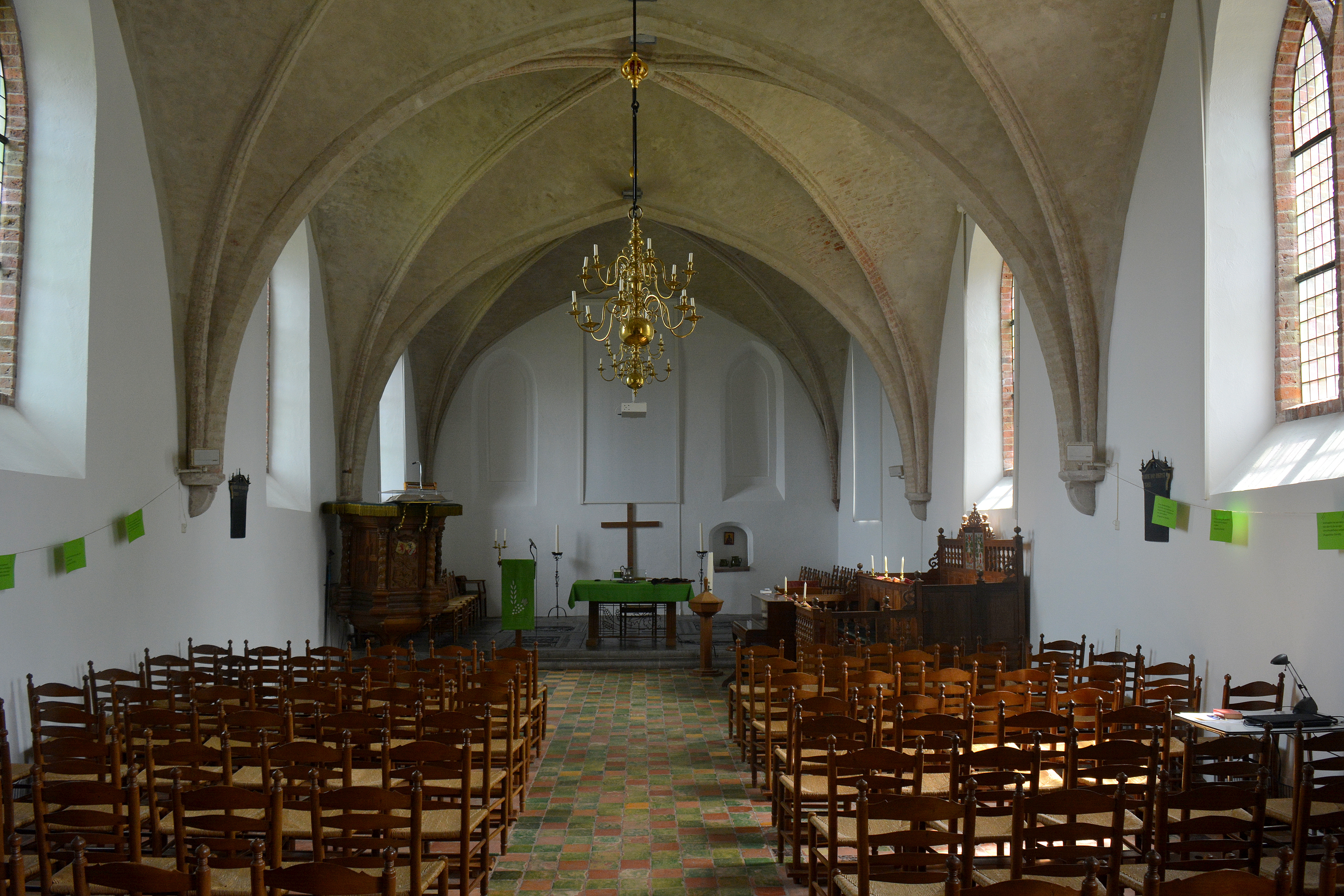
Interieur in 2017